# Eugen Weissmann
Eugen Weissmann (* 19. November 1892 in Germersheim; † 26. November 1951 in München) war ein General der Flakartillerie der deutschen Luftwaffe im Zweiten Weltkrieg.

## Leben
Beförderungen
- 22. April 1912 Fähnrich
- 27. Januar 1913 Leutnant
- 18. April 1916 Oberleutnant
- 1. Januar 1923 Hauptmann
- 1. April 1932 Major
- 1. Juli 1934 Oberstleutnant
- 1. August 1936 Oberst
- 1. Januar 1939 Generalmajor
- 1. Dezember 1939 Generalleutnant
- 1. Juni 1942 General der Flakartillerie

### Frühe Jahre und Erster Weltkrieg
Weissmann trat am 17. August 1911 als Fahnenjunker in das Württembergische Train-Bataillon Nr. 13 in Ludwigsburg ein und diente hier nach seiner Beförderung zum Leutnant als Kompanieoffizier. Mit Ausbruch des Ersten Weltkriegs und der Mobilmachung am 2. August 1914 ernannte man Weissmann zum Adjutant des Reserve-Train-Bataillons Nr. 26. Anschließend diente er vom 1. Juni 1915 bis zum 4. Januar 1918 als Ordonnanzoffizier, später als Adjutant sowie Batterieoffizier beim Reserve-Feldartillerie-Regiment Nr. 29. In dieser Funktion erlitt er eine Verwundung, infolgedessen Weissmann nach seiner Gesundung kurzzeitig vom 5. bis 16. Januar 1918 dem Train-Ersatz-Bataillon Nr. 13 zugeteilt war. Vom 17. Januar 1918 bis 20. März 1918 diente Weissmann dann als Batterieoffizier im 4. Württembergischen Feldartillerie-Regiment Nr. 65. Am 21. März 1918 stieg er zum Batterieführer im Feldartillerie-Regiment „Prinzregent Luitpold von Bayern“ (2. Württembergisches) Nr. 29 auf. Vom 9. September bis 4. Oktober 1918 agierte Weissmann als Abteilungsführer im gleichen Regiment. In dessen Anschluss war er bis 13. November 1918 Adjutant des Artillerie-Kommandeurs Nr. 58. Allerdings nahm er zum 14. November 1918 wieder seine Aufgabe als Abteilungsführer im Feldartillerie-Regiment „Prinzregent Luitpold von Bayern“ (2. Württembergisches) Nr. 29 wahr.

### Zwischenkriegszeit
Nachdem sein Regiment nach Kriegsende in die Heimat zurückgekehrt war, fungierte Weissmann vom 14. Januar bis 20. März 1919 als Gerichtsoffizier der II. Abteilung. Mit der Demobilisierung trat er dann der Sicherheits-Feldartillerie-Abteilung Ludwigsburg bei. Von dort wurde Weismann am 17. Juli 1919 in die Vorläufige Reichswehr übernommen, als Adjutant im Reichswehr-Artillerie-Regiment 13 verwendet und dann am 1. Oktober 1920 als Batterieoffizier in das 5. Artillerie-Regiment versetzt. Er absolvierte dann vom 1. Januar 1921 bis 30. September 1922 die Führergehilfenausbildung beim Stab der 5. Division in Stuttgart. Nach seiner Rückkehr nahm Weissmann von Oktober 1922 bis Ende Mai 1924 die Funktion eines Batterie- und Technischen Offiziers wahr. Vom 1. Juni 1924 bis 14. September 1925 fungierte Weissmann als Ausbilder an der Luftartillerie- und Flakschule Wilhelmshaven. Danach erfolgte seine Zuteilung zum 4. Artillerie-Regiment, wo er bis Ende März 1926 im Stab der II. Abteilung eingesetzt war. Von diesem Regiment wurde Weissmann zu einem Studium an der Universität Würzburg abkommandiert, welches er von April 1926 bis Ende März 1930 erfolgreich als Dr. phil. abschloss. Anschließend erfolgte eine einjährige Abkommandierung in das Reichswehrministerium nach Berlin. Vom 2. April bis Ende September 1931 war Weissmann im Stab der III. Abteilung des 3. (Preußisches) Artillerie-Regiments eingesetzt. Am 1. Oktober 1931 zum Eskadronchef der 3. (Preußische) Kraftfahr-Abteilung ernannt, führte er diese Abteilung bis Ende September 1932. Anschließend war er bis 30. September 1934 Kommandeur der 6. (Preußische) Kraftfahr-Abteilung in Münster. 
Zum 1. Oktober 1934 wurde Weissmann als Oberstleutnant von der im Aufbau begriffenen Luftwaffe übernommen. Hier fand er zunächst bis Ende September 1935 als Gruppenleiter im Reichsluftfahrtministerium (RLM) Verwendung. Vom 1. Oktober 1935 bis zur Auflösung der Dienststellung am 30. Juni 1938 agierte er als Höherer Kommandeur der Flakartillerie im Luftkreis VII mit Gefechtsstand in Braunschweig. Während dieser Zeit war er vom Oktober 1936 bis Ende September 1937 zugleich Chef des Stabes der Inspektion der Flakartillerie und des Luftschutzes im RLM. Vom Juli 1938 bis Ende Januar 1939 war er Höherer Kommandeur der Festungsflak III.

### Zweiter Weltkrieg
Während des Zweiten Weltkrieges war Weissmann zunächst vom 1. Februar 1939 bis 23. Juni 1940 Kommandierender General und Befehlshaber im Luftgau XIII mit Gefechtsstand in Nürnberg. Nach der Kapitulation Frankreichs im Juni 1940, fungierte er vom 24. Juni 1940 bis 30. Juni 1944 als Kommandierender General und Befehlshaber im Luftgau Westfrankreich. Nach dem Zusammenbruch der dortigen deutschen Fronten im Juli/August 1944 wurde Weissmann am 1. Juli 1944 in die Führerreserve des Oberkommando der Luftwaffe versetzt und wenige Tage vor Kriegsende am 30. April 1945 aus dem aktiven Wehrdienst entlassen.

## Auszeichnungen (Auswahl)
- Eisernes Kreuz (1914) II. und I. Klasse[1]
- Verwundetenabzeichen (1918) in Schwarz[1]
- Ritterkreuz des Württembergischen Militärverdienstordens[1]
- Deutsches Kreuz in Silber am 3. Februar 1944[2]